# Mammon (Spawn)
Mammon (o Lord Mammon) è un personaggio immaginario della serie a fumetti Spawn, fumetto americano molto famoso negli anni '90 creato da Todd McFarlane.

## Biografia

### Saga dello Hellspawn Supremo
Mammon è un demone al soldo di Malebolgia, signore dell'ottavo girone infernale. Caduto in disgrazia dopo la rivolta degli angeli, precipitò all'inferno dove decise di servire Malebolgia con l'incarico di selezionare il nuovo Spawn per guidare le truppe di Malebolgia contro i soldati angelici. Dopo anni passati sotto il servizio di Malebolgia, durante i quali apprese le arti magiche, decide di andarsene e trovare l'Hellspawn più grande, colui che lo aiuterà a distruggere il mondo per poi ricrearlo in modo che possa poi comandarlo. Dopo la morte di Malebolgia causata da Al Simmons, l'ultima incarnazione di Spawn, Mammon ha finalmente avuto campo libero per dedicarsi al suo scopo restando nell'ombra. Anni dopo rientra in scena divenendo il nemico principale di Simmons, il quale apprende che la figlia che credeva aver perso per l'aborto della moglie Wanda, non è morta ma è stata salvata da Mammon che l'ha cresciuta per farla divenire l'Hellspawn Supremo. Trasportato nel limbo, Simmons e la figlia ingaggiano una lotta dalla quale Simmons esce sconfitto. Solo l'intervento di Nyx, giovane strega alleata di Simmons che era discesa assieme a lui nel Limbo, riesce a bloccare lo Spawn Supremo e il suo mentore Mammon, grazie a un incantesimo che li incatena al suolo infernale per l'eternità.

### Saga del Pistolero
Henry Simmons, antenato di Al Simmons vissuto intorno al 1881, appartenente al reggimento del Decimo Cavalleria di Fort Concho, è in fuga per aver reagito all'assassinio di un compagno quando s'imbatte in un uomo vestito interamente di bianco. L'uomo non si ferma che un istante a guardare Simmons, poi fugge al trotto in mezzo alla neve. Simmons pensando che un uomo senza un pesante cappotto non possa resistere a lungo in mezzo a quella tormenta lo segue sperando di raggiungere un rifugio e arriva a una casa dove tutti, donne e bambini, sono stati uccisi. Dopo poco arrivano alcune persone che trovandolo in mezzo a quel macello lo accusano di omicidio e lo portano in paese per giustiziarlo ma prima dell'esecuzione Simmons viene rinchiuso in prigione, dove fa la conoscenza di Old Job, marito e padre della famiglia rinvenuta da Simmons. L'uomo spiega al compagno di sventura che conosce l'identità degli assassini della propria famiglia, sono gli uomini di Kemper, l'uomo che controlla la città e che ha ucciso la sua famiglia per impossessarsi del terreno di loro proprietà. Durante la discussione entra in scena l'uomo vestito di bianco, che altri non è che Mammon, che dopo aver addormentato il vice dello sceriffo propone ai due uomini di passare al servizio di Malebolgia, in cambio essi potranno esaudire un loro desiderio: Old Job vendicarsi dell'intero villaggio che non ha mosso un dito per aiutare la sua famiglia e Simmons potrebbe rivedere Alba. Old Job accetta ma Simmons rifiuta dicendo che il suo amore non accetterebbe mai un uomo che ha venduto la propria anima all'inferno. Old Job muore  e rinasce come Hellspawn a cui Mammon concede un giorno per massacrare il villaggio. Alla fine della saga, Simmons sarà l'unico sopravvissuto della città, poiché Mammon l'ha graziato fermando Old Job che stava per ammazzarlo visto che ha riconosciuto in lui la forza che un giorno genererà l'Hellspawn Supremo.

## Altri media
- Mammon compare come un personaggio di supporto nel videogioco Spawn: Armageddon.
- Il personaggio non compare fisicamente ma viene solo menzionato nel videogioco Mortal Kombat 11.